# 细柄假瘤蕨
细柄假瘤蕨（学名：Phymatopteris tenuipes）为水龙骨科假瘤蕨属下的一个种。

## 扩展阅读
- 維基物種上的相關：细柄假瘤蕨